# جوزي ماكديرموت
جوزي ماكديرموت (بالإنجليزية: Josie McDermott)‏ هو كاتب أغاني وملحن أيرلندي، ولد في 1925، وتوفي في 1992.

## وصلات خارجية
- جوزي ماكديرموت على موقع ميوزك برينز (الإنجليزية)
- جوزي ماكديرموت على موقع أول ميوزيك (الإنجليزية)
- جوزي ماكديرموت على موقع ديسكوغز (الإنجليزية)